# Annickia
Annickia es un género de plantas fanerógamas con diez especies perteneciente a la familia de las anonáceas. Son nativas de África tropical.

## Taxonomía
El género fue descrito por Setten & Maas y publicado en Taxon 39: 678. 1990.  La especie tipo es: 

## Especies
| - Annickia ambigua - Annickia atrocyanescens - Annickia chlorantha - Annickia kummeriae - Annickia kwiluensis | - Annickia lebrunii - Annickia letestui - Annickia olivacea - Annickia pilosa - Annickia polycarpa |